# Mary (Mary J. Blige)
Mary è il quarto album in studio della cantante statunitense Mary J. Blige, pubblicato il 22 maggio 1999 dall'etichetta discografica Universal Music Group.

## Descrizione
Album maturo con venature soul anni '70 e ricco di collaborazioni importanti, George Michael, Elton John, Aretha Franklin, Lauryn Hill e Eric Clapton alla chitarra per il brano Give me you. È arrivato al numero 2 in USA ed è stato certificato doppio disco di platino senza l'aiuto di singoli di successo.
Il duetto As con George Michael è stato cancellato all'ultimo momento dalla versione dell'album pubblicata per il mercato americano, per evitare che il pubblico americano accostasse l'immagine di Mary J. Blige a quella di George Michael, da poco travolto da uno scandalo sessuale negli Stati Uniti.

## Tracce
1. All That I Can Say – 3:57
2. Sexy (feat. Jadakiss) – 4:47
3. Deep inside (feat. Elton John) – 4:20
4. Beautiful One – 4:44
5. I'm in Love – 4:50
6. As (con George Michael) – 4:41
7. Time – 5:07
8. Memories – 4:38
9. Don't Waste Your Time (con Aretha Franklin)
10. Not Lookin' (feat. K-Ci Hailey)
11. Your Child – 4:40
12. No Happy Holidays – 4:45
13. The Love I Never Had – 5:45
14. Give Me You (feat. Eric Clapton) – 5:03
15. Let No Man Put Asunder – 4:28

Traccia bonus
1. Give Me You (Nino Radio Mix) – 3:34

## Classifiche

### Classifiche settimanali
| Classifica (1999) | Posizione massima |
| ----------------- | ----------------- |
| Canada            | 16                |
| Francia           | 51                |
| Germania          | 38                |
| Giappone          | 13                |
| Norvegia          | 15                |
| Paesi Bassi       | 20                |
| Regno Unito       | 5                 |
| Stati Uniti       | 2                 |
| Svezia            | 6                 |
| Svizzera          | 16                |

### Classifiche di fine anno
| Classifica (1999) | Posizione |
| ----------------- | --------- |
| Stati Uniti       | 89        |
| Classifica (2000) | Posizione |
| Stati Uniti       | 87        |